# El Camino a Cristo
El Camino a Cristo (Steps to Christ) es un libro escrito por la escritora estadunidense, Ellen G. White, de Iglesia Adventista del Séptimo Día. Fue publicado por primera vez en 1892 por Fleming H. Revell Company. El copyright fue comprado por la editorial Adventista del Séptimo Día Review and Herald Publishing Association en 1892, y se imprimió allí por primera vez en 1896. Se añadió un nuevo primer capítulo, "El amor de Dios por el hombre", a pedido de la editorial adventista del Reino Unido (Stanborough Press) en 1893, con el fin de obtener los derechos de autor. Este es quizás el libro más popular y leído por la autora, impreso en más de 150 idiomas en todo el mundo. Se considera que El Camino a Cristo define lo que creen los adventistas del séptimo día en temas como la salvación, la naturaleza del hombre y lo que debería ser la vida de un cristiano.
El Camino a Cristo analiza la perspectiva adventista de cómo llegar a conocer a Jesucristo a nivel personal. Cubre los temas de arrepentimiento, confesión, fe, aceptación, crecimiento en Cristo y oración.

## Publicación
El Camino a Cristo ha sido ampliamente publicado por la Review and Herald Publishing Association y Pacific Press en múltiples ediciones y por otras editoriales de dominio público. Se han distribuido varios títulos a lo largo de los años con diferentes ilustraciones de portada. Otros títulos conocidos incluyen Happiness Digest, The Road to Redemption, The Path to Peace y en inglés Steps to Christ.
Se han publicado versiones para jóvenes que contienen recuadros con comentarios adicionales insertados.

## Polémicas y Críticas
El libro ha enfrentado diversas críticas desde los primeros años después de su publicación. Entre ellas, destacan las acusaciones de plagio, señalando que tomó contenido de otros autores cristianos sin atribución adecuada. Defensores de la iglesia argumentan que esto era común en su época y destacan las ideas espirituales únicas del libro.
También se le ha criticado por su simplicidad teológica, considerada por algunos como falta de profundidad, lo que le rindió comparaciones con obras de teólogos como Juan Calvino y Juan Wesley han generado debates sobre su interpretación de la salvación y otros temas doctrinales, evidenciando similitudes y diferencias con el cristianismo tradicional.

## Traducciones

### Traducciones existentes
Como se ha dicho, este libro se ha impreso en más de 150 idiomas en todo el mundo.